# Население на Сиера Леоне
Населението на Сиера Леоне според последното преброяване от 2015 г. е 7 075 641 души.

## Численост
Численост на населението според преброяванията през годините:
| Година | Численост |
| 1974   | 2 735 159 |
| 1985   | 3 515 812 |
| 2004   | 4 976 871 |
| 2015   | 7 075 641 |

## Възрастова сткруктура
(2005)
- 0-14 години: 44,7% (мъжe 1 318 508 / жени 1 371 164)
- 15-64 години: 52% (мъже 1 494 068 / жени 1 637 276)
- над 65 години: 3,3% (мъже 93 047 / жени 103 580)

(2003)
- 0-14 години: 44,8% (мъжe 1 259 421 / жени 1 310 516)
- 15-64 години: 52% (мъже 1 420 900 / жени 1 557 597)
- над 65 години: 3,2% (мъже 89 078 / жени 95 169)

(2000)
- 0-14 години: 44,73% (мъжe 1 148 264 / жени 1 192 533)
- 15-64 години: 52,16% (мъже 1 305 039 / жени 1 424 076)
- над 65 години: 3,11% (мъже 81 291 / жени 81 421)

## Коефициент на плодовитост
- 2005: 5.72
- 2003: 5.86
- 2000: 6.08

## Расов състав
- 90 % – черни
- 10 % – креоли

## Религия
- 60 % – мюсюлмани
- 30 % – местни религии
- 10 % – християни

## Език
Официален език във Сиера Леоне е английски.